# Antoine Waechter
Antoine Waechter, fransk politiker född 11 februari 1949.
Waechter var de Grönas kandidat presidentvalet 1988 där han fick 3,8% av rösterna. 1994 lämnade han partiet och bildade mittenorienterade Mouvement écologiste indépendant.